# لانتانا جربية الأزهار
لانتانا جربية الأزهار (الاسم العلمي: Lantana scabiosiflora) هي نوع نباتي يتبع جنس اللانتانا من فصيلة اللويزية.